# Campos del Río
Campos del Río – gmina w Hiszpanii, w prowincji Murcja, w Murcji, o powierzchni 47,29 km². W 2011 roku gmina liczyła 2220 mieszkańców.